# Erding
Erding – miasto powiatowe w Niemczech, w kraju związkowym Bawaria, w rejencji Górna Bawaria, w regionie Monachium, siedziba powiatu Erding. Leży około 30 km na północny wschód od Monachium, nad rzeką Sempt, przy drodze B388 i linii kolejowej Monachium – Erding.

## Demografia
Dane o ludności z 31 grudnia 2008:
| Opis                                | Ogółem | Ogółem | Kobiety | Kobiety | Mężczyźni | Mężczyźni |
| ----------------------------------- | ------ | ------ | ------- | ------- | --------- | --------- |
| Jednostka                           | osób   | %      | osób    | %       | osób      | %         |
| Populacja                           | 34 020 | 100    | 17 592  | 51,71   | 16 428    | 48,29     |
| Wiek przedprodukcyjny (0–17 lat)    | 6615   | 19,44  | 3312    | 9,74    | 3303      | 9,71      |
| Wiek produkcyjny (18–65 lat)        | 21 867 | 64,28  | 11 080  | 32,57   | 10 787    | 31,71     |
| Wiek poprodukcyjny (powyżej 65 lat) | 5538   | 16,28  | 3200    | 9,41    | 2338      | 6,87      |

## Polityka
Burmistrzem miasta jest Maximilian Gotz z CSU, rada miasta składa się z 40 osób.

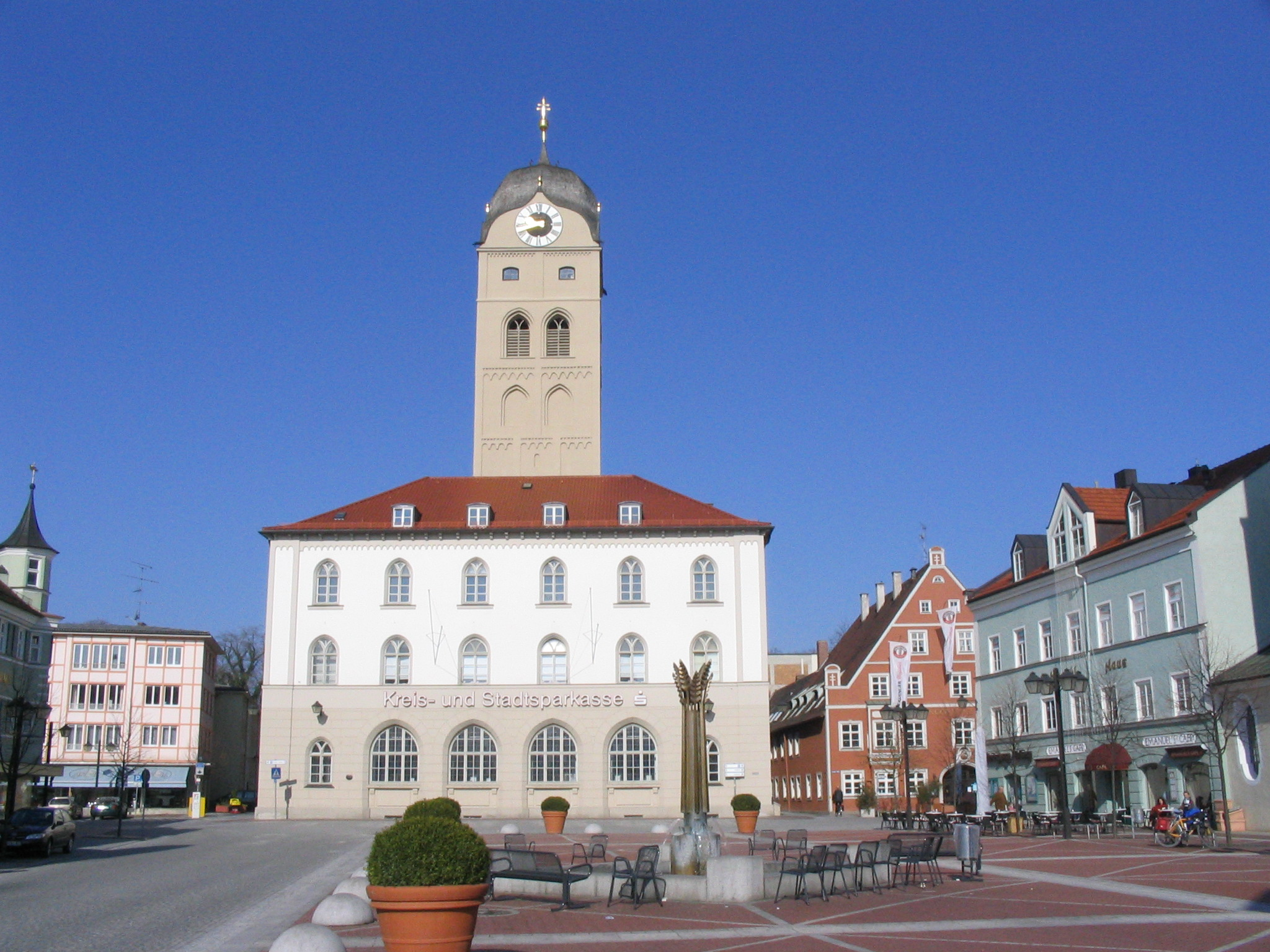
Wieża na placu Schrannenplatz

|      | CSU | SPD | UWG | Zieloni | ödp | REP | FDP | Erding-Jetzt | Razem |
| 2008 | 15  | 6   | 8   | 3       | 2   | 1   | 1   | 4            | 40    |
| 2002 | 15  | 7   | 13  | 2       | 2   | 1   | –   | –            | 40    |

## Miasta partnerskie
- Mszczonów